# Eremopedes subcarinatus
Eremopedes subcarinatus är en insektsart som först beskrevs av Andrew Nelson Caudell 1907.  Eremopedes subcarinatus ingår i släktet Eremopedes och familjen vårtbitare. Inga underarter finns listade i Catalogue of Life.